# エスタディオ・ルイス・ロドリゲス・オルモ
エスタディオ・ルイス・ロドリゲス・オルモ（西: Estadio Luis Rodríguez Olmo）は、プエルトリコのアレシーボにあるスタジアム。主に野球に使われており、リーガ・デ・ベイスボル・プロフェシオナル・デ・プエルトリコのローボス・デ・アレシーボが本拠地にしている。収容人数は3,000人。
座標: 北緯18度27分28秒 西経66度43分20秒 / 北緯18.457823度 西経66.722176度